# Richard Sammel
Richard Sammel (Heidelberg, 13 oktober 1960) is een Duits acteur.

## Biografie
Sinds 1991 verscheen Sammel in meer dan honderd films. Hij is echter vooral bekend voor zijn rol als Thomas Eichhorst in de televisieserie The Strain, die liep van 2014 tot 2017.

## Privé
Sammel spreekt vijf talen: Duits (moedertaal), Engels (vloeiend), Frans (vloeiend), Italiaans (vloeiend) en Spaans (gemiddeld). Hij woont anno 2019 afwisselend in Parijs en Berlijn met zijn vriendin en zoon. De acteur heeft ook nog twee dochters.

## Verdere films/series
- 1992: Il Piacere delle Carni
- 1994: Klon
- 1994: Nu comme un poisson dans l’eau
- 1995: Les Misérables
- 1995: Le hussard sur le toit
- 1996: Les alsaciens – ou les deux Mathilde (televisiemeerdeler)
- 1997: La vita è bella
- 1998: La prière de l’ecolière
- 2000: The Man Who Cried
- 2001: Der Brunnen
- 2002: Nid de guêpes
- 2002: Medicopter 117 – Im Labyrinth
- 2003: Wolfpack
- 2003: MA 2412 – Die Staatsdiener
- 2005: Zeppelin!
- 2006: Les fragments d’Antonin
- 2007: Das 100 Millionen Dollar Date
- 2008: Lady Blood
- 2008: Dicke Liebe
- 2009: Phantomschmerz
- 2009: This is love
- 2009: Lila, Lila
- 2010: Die Akte Golgatha
- 2010: Undercover Love (televisiefilm)
- 2010: Werner – Eiskalt!
- 2011: Sniper: Reloaded
- 2011: Allein gegen die Zeit
- 2012: Treto poluvreme
- 2013: Company of Heroes
- 2013: Des gens qui s’embrassent
- 2013: Der zweite Mann (televisiefilm)
- 2013–2015: Da Vinci’s Demons (televisieserie)
- 2014: La belle et la bête
- 2015: Outside the Box
- 2018: Der Mordanschlag
- 2019: Letzte Spur Berlin – Übergang
- 2019: Baumbacher Syndrome
- 2019: Gate to Heaven
- 2019: Der Name der Rose (televisieserie)
- 2020: The Head (televisieserie)
- 2021: Margrete den første
- 2021: Faking Hitler (televisieserie)
- 2021: Spencer
- 2022: Baden gegen Württemberg – Männer, Macht und Frauenfunk
- 2023: All the Light We Cannot See (miniserie, aflevering 1x03)